# Jacopo Sgarallino
Jacopo Sgarallino (Livorno, 26 ottobre 1819 – Livorno, 26 dicembre 1879) è stato un patriota italiano.

## Biografia
Era il fratello minore di Andrea Sgarallino e fece parte di una famiglia di navicellai, in alcuni periodi sospettati di contrabbando e poi, grazie a Andrea, diventati imprenditori del commercio. 
Jacopo fu coinvolto fin da giovane in cospirazioni mazziniane ma anche in risse e accoltellamenti che gli valsero varie condanne. Fu iscritto alla Giovine Italia di Giuseppe Mazzini, fece parte, insieme al fratello, della milizia organizzata da Guerrazzi per difendere il governo provvisorio toscano e si distinse anche nella difesa di Livorno dall'assedio austriaco 1849. 
Nella lista dei ricercati, i due fratelli fuggirono in esilio e dopo varie tappe nel Mediterraneo, Jacopo si stabilì a Costantinopoli a fare il marinaio, mentre Andrea emigrò in America.  
Nel 1859 partecipò alla I guerra d'Indipendenza tra i Cacciatori delle Alpi comandati da Garibaldi.
Nel 1860 prese parte alla Spedizione dei Mille conducendo a Genova un gruppo di volontari livornesi con il piroscafo Etruria. Raggiunse alla fine della campagna il grado di maggiore.
Rientrato a Livorno, negli anni seguenti fu in prima linea in tutte le imprese garibaldine, diventando, come anche il fratello, uno stretto collaboratore del Generale.
Nel 1869 fu protagonista di un'oscura vicenda giudiziaria. Il generale Franz del Crennevile, che era stato colonnello dell'esercito austriaco durante le operazioni militari e poi comandante della guarnigione di occupazione rimasta per anni a Livorno, era tornato in città durante un viaggio. Passeggiando al porto la sera del 24 maggio con il console dell’Imperial regno d’Austria, Niccolò Inghirami, fu riconosciuto. Alcune persone lo assalirono armate di coltello. Il console morì, il generale che era evidentemente il vero obiettivo, venne solo ferito. Furono indagati Iacopo Sgarallino insieme a Corrado Dodoli e altri esponenti dell'estremismo di sinistra in città. Il processo ebbe un enorme eco in tutta Italia. Garibaldi si espose pubblicamente a difesa degli imputati e fece in modo che nel collegio di difesa sedesse anche Francesco Crispi. Andrea Sgarallino e gli altri furono assolti.